# آرشالویس چیفلیکیان
آرشالویس ینوکی چیفلیکیان (ارمنی: Արշալույս Ենոքի Չիֆլիկյան؛ زاده ۹ سپتامبر ۱۹۱۳ - درگذشته ۹ فوریهٔ ۲۰۰۱) نقاش و طراح صحنه اهل ارمنستان بود.

## زندگی‌نامه
وی در ۹ سپتامبر ۱۹۱۳ در آخالتسیخه به دنیا آمد و از کالج دولتی هنرهای زیبای پانوس ترلمزیان (۱۹۳۶) فارغ‌التحصیل گشت. وی همچنین برنده جوایزی همچون نقاش شایسته ارمنستان شوروی (۱۹۶۷) شد. وی در ۹ فوریهٔ ۲۰۰۱ در سن ۸۷ سالگی در ایروان درگذشت.